# Joe Clark
Charles Joseph "Joe" Clark PC CC AOE (High River, 5 de junho de 1939) é um jornalista, professor, empresário e político canadense que serviu como o Primeiro-ministro do Canadá de 1979 a 1980.
Ingressou na política em 1972, elegendo-se a primeira vez por Alberta. Tornou-se líder de seu partido em 1976 e foi escolhido primeiro-ministro em 1979 derrotando Pierre Trudeau e pondo fim a 16 anos de governo liberal.

## Vida
Serviu como 16º primeiro-ministro do Canadá de 4 de junho de 1979 a 3 de março de 1980.
Apesar de sua relativa inexperiência, Clark ascendeu rapidamente na política federal, entrando na Câmara dos Comuns nas eleições de 1972 e ganhando a liderança do Partido Conservador Progressivo em 1976. Ele chegou ao poder nas eleições de 1979, derrotando o governo liberal de Pierre Trudeau e terminando dezesseis anos de governo liberal contínuo. Tomando posse na véspera de seu 40º aniversário, Clark é a pessoa mais jovem a se tornar primeiro-ministro.
Seu mandato foi breve, pois ele ganhou apenas um governo de minoria, e o primeiro orçamento de seu governo foi derrotado na Câmara dos Comuns. A derrota em um orçamento é considerada uma questão de confiança. A derrota orçamentária em dezembro de 1979 desencadeou as eleições de 1980. Clark e os conservadores progressistas perderam a eleição para Trudeau e os liberais, que ganharam uma maioria clara na Câmara dos Comuns e voltaram ao poder. Clark perdeu a liderança do partido em 1983.

Ele voltou à proeminência em 1984 como um ministro sênior do gabinete de Brian Mulroney, aposentando-se da política depois de não se candidatar à reeleição para a Câmara dos Comuns em 1993. Ele fez um retorno político em 1998 para liderar os Conservadores Progressistas em sua última resistência antes da eventual dissolução do partido, cumprindo seu mandato final no Parlamento de 2000 a 2004. Clark hoje atua como professor universitário e como presidente de sua própria empresa de consultoria.